# たぶん
「たぶん」は、日本の音楽ユニットYOASOBIの楽曲。4作目の配信限定シングルとして2020年7月20日にリリースされた。

## 概要
小説を音楽にするユニット「YOASOBI」として4作目の作品。2020年1⽉に「monogatary.com」 で行われた新曲の原作⼩説を募集する「夜遊びコンテストvol. 1」で⼤賞に輝いた「たぶん」（しなの・著）を原作とする。

## 認定と売上
|                                | 認定 (RIAJ) | 売上/再生回数       |
| ------------------------------ | ----------- | ------------------- |
| ダウンロード                   | 未公表      | -                   |
| ストリーミング                 | プラチナ    | 100,000,000* 回再生 |
| *認定のみに基づく売上/再生回数 |             |                     |

## タイアップ
たぶん
映画『たぶん』主題歌

## エピソード
- 映画『たぶん』へのタイアップが決まったタイミングで、同映画のメインキャスト小野莉奈とYOASOBIのボーカルikuraが中学時代の同級生で親友であることがインタビューにて明らかにされた[8]。

## カバー
- Ayase feat.初音ミク - タワーレコードにて限定販売されたAyaseの2ndアルバム『MIKUNOYOASOBI』に収録[9]。
- 大鳴門むに（三村遙佳） - ゲーム『D4DJ Groovy Mix』に収録（2023年4月9日追加）[10]。